# Bolton Swings Sinatra
Bolton Swings Sinatra è un album discografico in studio del cantante statunitense Michael Bolton, pubblicato nel 2006. Si tratta di un disco di cover di brani portati al successo da Frank Sinatra.

## Tracce
1. You Go to My Head (J. Fred Coots, Haven Gillespie) – 4:03
2. Fly Me to the Moon (Bart Howard) – 2:58
3. For Once in My Life (Ron Miller, Orlando Burden) – 3:20
4. Summer Wind (Hans Bradtke, Henry Mayer, Johnny Mercer) – 2:34
5. My Funny Valentine (Lorenz Hart, Richard Rodgers) – 3:52
6. I've Got You Under My Skin (Cole Porter) – 3:31
7. That's Life (Kelly Gordon, Dean Kay) – 3:17
8. The Second Time Around - duetto con Nicollette Sheridan (Sammy Cahn, Jimmy Van Heusen) – 4:03
9. The Girl from Ipanema (Vinícius de Moraes, Norman Gimbel, Antônio Carlos Jobim) – 3:12
10. Night and Day (Porter) – 4:01
11. They Can't Take That Away From Me (George Gershwin, Ira Gershwin) – 3:10
12. Theme from New York, New York (John Kander, Fred Ebb) – 2:28

## Classifiche
| Classifica (2006)     | Posizione massima |
| --------------------- | ----------------- |
| Billboard 200         | 51                |
| Official Albums Chart | 54                |